# Henri Farman
Henri Farman (París, Francia, 26 de mayo de 1874 - ib., 18 de julio de 1958; conocido en el mundo anglosajón con la grafía inglesa de su nombre: Henry Farman) fue un piloto pionero y constructor de aeronaves.

## Biografía
Nacido en París, hijo de un corresponsal de periódico inglés que trabajaba en Francia y su esposa francesa. Farman se preparaba como pintor en la Escuela de Bellas Artes, pero pronto se apasionó con el deporte y las nuevas invenciones mecánicas que comenzaban a aparecer a finales del siglo XIX. Dado que su familia era adinerada pudo hacer frente a este interés convirtiéndose en deportista amateur. En 1890 empezó a destacar como ciclista, en 1893 realiza junto a Édouard de Perrodil un viaje en bicicleta desde París a Madrid, este viaje se recoge en el libro ¡Bici! ¡Toro!. Al terminar el siglo descubrió las carreras automovilísticas, pasando a competir para Renault en la Copa Gordon Bennett.

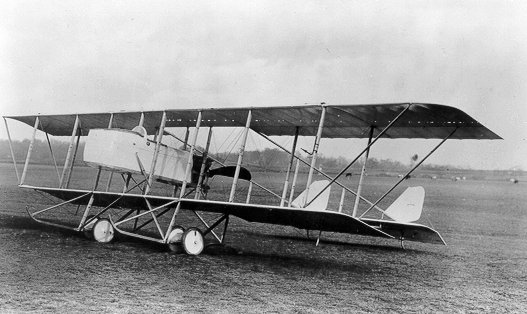
MF.11 "Shorthorn".

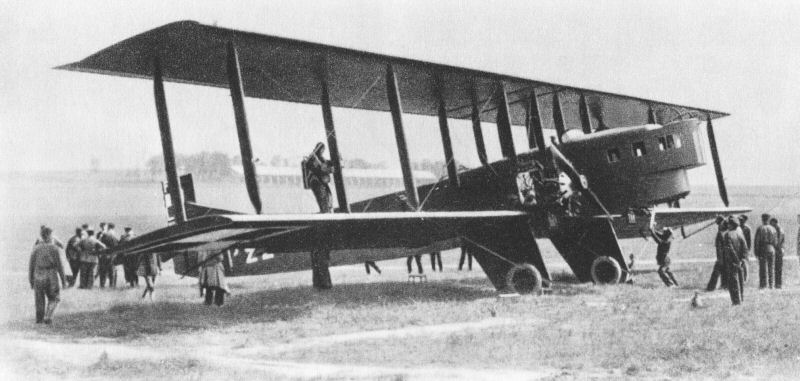
El avión para transporte de pasajeros Goliath.

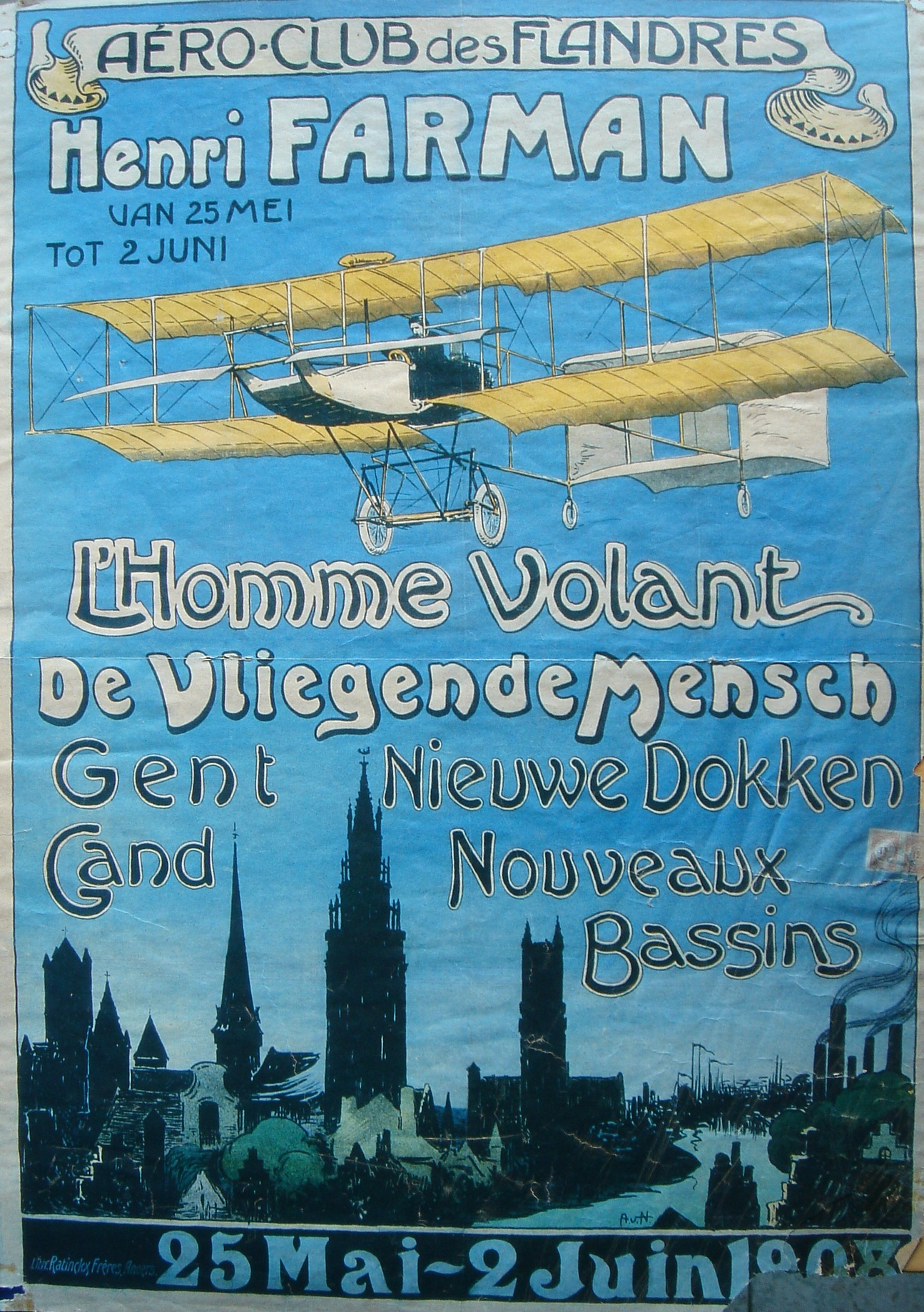
Cartel de una demostración de Farman, 1908.

Cuando los hermanos Voisin comenzaron a producir aeroplanos para su venta en 1907, Farman fue uno de los primeros clientes. Farman fijó numerosos récords de distancia y duración de los vuelos. Entre sus marcas se incluye la del primer vuelo en circuito cerrado de 1 kilómetro (13 de enero de 1908) y de 2 kilómetros (21 de marzo de 1908). Más tarde, el 30 de octubre de 1908, Farman se convirtió en el primero en realizar un vuelo de "ciudad a ciudad" realizado desde el pequeño pueblo de Bouy (cerca de Mourmelon-le-Grand) hasta Reims (27 kilómetros en 20 minutos). Otros récords cumplidos ese año fueron: la más alta velocidad registrada hasta entonces (13 de enero), el tercer pasajero transportado en un avión (30 de mayo), el primer vuelo de más de un cuarto de hora en Francia (6 de julio), primer vuelo en hacer más de un km por minuto (30 de octubre), y primer vuelo en superar los 25 m de altura sobre el suelo.
En 1909 volvió a batir otro récord volando 180 kilómetros en poco más de 3 horas (desde Reims, el 27 de agosto) y más tarde 232 kilómetros en 4 horas, 17 minutos y 53 segundos (en Mourmelon el 3 de noviembre).
Llegó a ser propuesto, en 1909, para el premio Nobel de Física.
Henri tenía dos hermanos llamados Dick y Maurice. Junto a ellos, en 1919, fundó una compañía de construcción de aeronaves. El modelo de 1914 salido de dicha fábrica fue muy utilizado para la observación y reconocimiento de las posiciones de la artillería durante la Primera Guerra Mundial y el modelo Goliath fue el primero en ofrecer vuelos de larga distancia para pasajeros, comenzando con la línea París-Londres el 8 de febrero de 1919. En 1924 creó con sus dos hermanos la Société Générale des Transports Aériens que terminaría siendo integrada en Air France en 1933.
Fue nombrado caballero de la Legión de Honor en 1919 y se retiró en 1937, cuando el gobierno francés nacionalizó la industria aeronáutica.
Henry Farman falleció en París y fue enterrado en el Cementerio de Passy.